# Native (음반)
| 전문가 평가             | 전문가 평가 |
| 총 점수                 | 총 점수     |
| 출처                    | 점수        |
| ----------------------- | ----------- |
| 메타크리틱              | 65/100      |
| 평가 점수               |             |
| 출처                    | 점수        |
| AllMusic                | [ 2 ]       |
| Cross Rhythms           | [ 3 ]       |
| Entertainment Weekly    | A–          |
| Knoxville News Sentinel | [ 5 ]       |
| Melodic.net             | [ 6 ]       |
| musicOMH                | [ 7 ]       |
| Q                       | [ 8 ]       |
| Rolling Stone           | [ 9 ]       |
| USA Today               | [ 10 ]      |

《Native》는 미국의 팝 록 밴드 원리퍼블릭의 세 번째 스튜디오 음반이다. 2013년 3월 22일, 독일과 아일랜드, 3월 25일, 북아메리카를 제외한 전 세계, 3월 26일에 발매되었다. 이 음반은 원래 2012년 말에 발매될 예정이었는데, 리드 싱글은 2012년 8월 27일에 발매된 〈Feel Again〉이다. 하지만 당시 음반이 완성되지 않아 2013년 초로 밀렸다. 〈Feel Again〉은 이후 홍보용 싱글로 낙인이 찍혔고, 2013년 1월 8일 음반의 리드 싱글로 〈If I Lose Myself〉가 발매되었다.
가장 성공적인 싱글 음반은 빌보드 핫 100에서 2위로 정점을 찍은 세 번째 싱글 〈Counting Stars〉로, 2007년 〈Apologize〉가 정점을 찍은 이후 그들의 최고 히트곡이 되었다. 이 음반은 또한 영국에서 가장 큰 히트를 쳤으며, 2주 동안 그 차트에서 1위를 차지했으며, 호주, 독일, 아일랜드, 뉴질랜드 등 9개국에서 상위 10위 안에 들었다. 이 음반의 네 번째 싱글인 〈Something I Need〉는 이후 호주에서 3배 플래티넘, 뉴질랜드에서 골드 인증을 받아 양국에서 상위 5위 안에 들었다. 다섯 번째 싱글 〈Love Runs Out〉은 영국을 포함한 13개국에서 상위 5위 안에 들었으며, 여섯 번째와 마지막 싱글 〈I Lived〉는 작은 성공이었다.
그 음반은 비평가들로부터 긍정적인 평가를 받았고, 전 세계 11개국에서 상위 20위 안에 들었다. 미국, 호주, 영국에서 플래티넘 인증을 받았다.

## 배경
2012년 2월 4일, 원리퍼블릭은 트위터를 통해 그들의 세 번째 스튜디오 음반이 2012년 가을에 발매될 예정이고, 밴드는 4월이나 5월경에 음반에서 리드 싱글을 발매하기를 희망한다고 발표했다. 이 밴드는 음반이 "말 그대로 우리가 한 일 중 최고가 되어야 한다"고 말하며 "서둘지 않고 있다"고 말했다.

## 커버 아트
이 음반의 작품은 그룹의 각 멤버가 서로 얼마나 다른지, 그리고 각 멤버가 서로 다른 동물과 같다는 생각을 가지고 제기되었다. 프론트맨 라이언 테더는 여우로, 드러머 에디 피셔는 퓨마, 리듬 기타리스트 드류 브라운은 부엉이, 베이시스트 브렌트 커즐은 가젤, 리드 기타리스트 잭 필킨스는 들소다. 커즐은 또한 이 음반을 《Native》라고 부를 생각을 했다. 커즐에 따르면, 이것은 모든 나라에 토착적인 의미와 그들이 개인으로서 얼마나 다른지를 의미한다.

## 곡 목록
| #   | 제목                 | 작사·작곡                                 | 프로듀서                        | 재생 시간 |
| --- | -------------------- | ----------------------------------------- | ------------------------------- | --------- |
| 1.  | 〈Counting Stars〉   | 라이언 테더                               | 테더, 노엘 잔카넬라             | 4:17      |
| 2.  | 〈If I Lose Myself〉 | 테더, 베니 블랑코, 브렌트 커즐, 잭 필킨스 | 블랑코, 테더, 커즐              | 4:01      |
| 3.  | 〈Feel Again〉       | 테더, 커즐, 드류 브라운, 잔카넬라         | 테더, 커즐, 잔카넬라, 브라운    | 3:05      |
| 4.  | 〈What You Wanted〉  | 테더, 커즐                                | 테더, 커즐                      | 4:01      |
| 5.  | 〈I Lived〉          | 테더, 잔카넬라                            | 테더, 잔카넬라                  | 3:54      |
| 6.  | 〈Light It Up〉      | 테더, 커즐                                | 테더, 커즐                      | 4:10      |
| 7.  | 〈Can't Stop〉       | 테더, 제프 바스커, 타일러 존슨            | 바스커, 존슨, 테더, 에밀 헤이니 | 4:09      |
| 8.  | 〈Au Revoir〉        | 테더, 커즐                                | 커즐                            | 4:50      |
| 9.  | 〈Burning Bridges〉  | 테더, 커즐                                | 카시우스, 테더, 커즐, 잔카넬라  | 4:17      |
| 10. | 〈Something I Need〉 | 테더, 블랑코                              | 테더, 블랑코                    | 4:00      |
| 11. | 〈Preacher〉         | 테더, 커즐                                | 테더, 커즐                      | 4:08      |
| 12. | 〈Don't Look Down〉  | 테더, 커즐                                | 커즐                            | 1:37      |

## 인증
| 국가                                                                                         | 인증        | 판매량/출하량 |
| -------------------------------------------------------------------------------------------- | ----------- | ------------- |
| 오스트레일리아 (ARIA)                                                                        | 플래티넘    | 70,000^       |
| 오스트리아 (IFPI 오스트리아)                                                                 | 플래티넘    | 15,000*       |
| 캐나다 (뮤직 캐나다)                                                                         | 3× 플래티넘 | 240,000       |
| 덴마크 (IFPI Danmark)                                                                        | 플래티넘    | 20,000        |
| 독일 (BVMI)                                                                                  | 플래티넘    | 200,000       |
| 이탈리아 (FIMI)                                                                              | 플래티넘    | 50,000        |
| 멕시코 (AMPROFON)                                                                            | 플래티넘    | 60,000^       |
| 폴란드 (ZPAV)                                                                                | 3× 플래티넘 | 60,000        |
| 싱가포르 (RIAS)                                                                              | 플래티넘    | 10,000*       |
| 스웨덴 (GLF)                                                                                 | 플래티넘    | 40,000        |
| 스위스 (IFPI 스위스)                                                                         | 플래티넘    | 20,000^       |
| 영국 (BPI)                                                                                   | 플래티넘    | 300,000^      |
| 미국 (RIAA)                                                                                  | 플래티넘    | 1,100,000     |
| *판매량을 기반으로 한 인증 · ^출하량을 기반으로 한 인증 · 판매량+스트리밍을 기반으로 한 인증 |             |               |